# DEF
DEF — телефонный код, присвоенный по негеографическому признаку (в отличие от кодов ABC, ассоциированных с конкретным регионом), например, по признаку оператора связи. Чаще всего употребляется для обозначения телефонных номеров сотовой связи и специальных сервисных номеров.

## Коды DEF России
В России задействованы следующие коды DEF (местоположение кода определено буквами DEF в шаблоне +7 DEF ххх-хх-хх):

### 900—999
Изначально диапазоны номеров были поделены регулятором между операторами связи и начальная часть (префикс) номера однозначно указывала на обслуживание абонента в сети конкретного оператора.  Однако, впоследствии номер, закрепленный за абонентом, перестал являться однозначным указателем на телефонную сеть оператора в связи с внедрением услуги переноса номера (MNP)).
В связи с тем, что за межрегиональные вызовы может взиматься доп. плата, для проверки принадлежности номера можно использовать специальный сервис на сайте НИИР для поиска номера в базе данных перенесенных номеров или уточнять у обслуживающей организации. 
| Код DEF | Федеральный округ                                                                              | Оператор |
| ------- | ---------------------------------------------------------------------------------------------- | --- |
| 900     | все                                                                                            | Различные операторы, из них Теле2 (75%), а также Интеграл, Мотив, Вымпелком и др. |
| 901     | все                                                                                            | Различные операторы, работающие на стандартах, использующие частоту 450 МГц (стандарт CDMA-2000), из них оператор Скайлинк (ныне t2) (67%), а также виртуальные операторы МТТ (17%), Альфа-Мобайл, ВТБ-Мобайл, Сбер-Мобайл, Ростелеком и пр.                                                                        |
| 902     | все                                                                                            | Различные операторы, из них Теле2 (72%) |
| 903     | кроме Уральского, Сибирского и Дальневосточного                                                | Билайн (100%), из них Москва 5% |
| 904     | все                                                                                            | Различные операторы, из них Теле2 (69%) и МТТ (15%) |
| 905     | кроме Дальневосточного                                                                         | Билайн (100%) |
| 906     | кроме Дальневосточного                                                                         | Билайн (100%), из них Ставрополь 4% |
| 907     |                                                                                                | код не назначен, резервный код |
| 908     | все                                                                                            | Различные операторы, из них Теле2 (66%) и Мегафон (10%) |
| 909     | все                                                                                            | Билайн (100%), из них Самара 5,5% и Хабаровск 5,5% |
| 910     | Центральный                                                                                    | МТС (99%), из них Воронеж 8% и Москва 7% |
| 911     | Северо-Западный                                                                                | МТС (100%), из них СПб 16,5% и Архангельск 16,5% |
| 912     | Уральский                                                                                      | МТС (82%), из них Ханты-Мансийск 12%, а также МТТ (13%) |
| 913     | Сибирский                                                                                      | МТС (80%), из них Новосибирск 26%, а также МТТ (20%) |
| 914     | Дальневосточный                                                                                | МТС (98%), из них Хабаровск 13,5% и Амурская обл. 13,5% |
| 915     | Центральный                                                                                    | МТС (100%) |
| 916     | Центральный (только Москва)                                                                    | МТС (100%) |
| 917     | Поволжский, Центральный (только Москва)                                                        | МТС (100%), из них Самара 13,5% и Респ. Мордовия 13,5% |
| 918     | Южный                                                                                          | МТС (100%), из них Краснодар 28,5% |
| 919     | Поволжский, Центральный, Уральский, Южный                                                      | МТС (98%), из них Москва 14% |
| 920     | Центральный (кроме Москвы, Московской, Тверской, Костромской, Смоленской, Ивановской областей) | МегаФон (100%), из них Н. Новгород 10% |
| 921     | Северо-Западный (включая Вологодскую область)                                                  | МегаФон (100%), из них Вологда 15,5% |
| 922     | Уральский, Приволжский, Северо-западный (только Республика Коми), Центральный (только Москва)  | МегаФон (100%), из них Тюмень 18% |
| 923     | все                                                                                            | МегаФон (62%), а также МТТ (34%) и пр. операторы |
| 924     | все                                                                                            | МегаФон (77%), включая Амурскую обл. 10,5%, а также МТТ (19%) и пр. операторы |
| 925     | Центральный (только Москва)                                                                    | МегаФон (100%), из них Москва 100%. Дублирует прямые городские номера |
| 926     | Центральный (только Москва)                                                                    | МегаФон (100%), из них Москва 100%. |
| 927     | Поволжский                                                                                     | МегаФон (100%), из них Самара 17% и Саратов 13% |
| 928     | Южный                                                                                          | МегаФон (100%), из них Респ. Дагестан 19% |
| 929     | все, Южная Осетия                                                                              | 929803-929812 — Южная Осетия (10%), остальные — МегаФон (90%) |
| 930     | все                                                                                            | Различные операторы, из них Мегафон (42%), МТТ (23%), ВТБ-Мобайл (21%) и пр. |
| 931     | все                                                                                            | Различные операторы, из них Ростелеком (40%), МТТ (31%), Мегафон (15%) и пр. |
| 932     | все                                                                                            | Различные операторы, из них Мегафон (46%), МТТ (38%) и пр. |
| 933     | все                                                                                            | Различные виртуальные операторы, из них Т-мобайл (ранее Тинькоф-Мобайл) (30%), ВТБ-мобайл (16%), Альфа-Мобайл (14%) и пр. |
| 934     | все                                                                                            | Различные операторы, из них МТТ (51%), Мегафон (22%) и пр. |
| 935     |                                                                                                | код не назначен, резервный код |
| 936     | все                                                                                            | Различные операторы, из них МТТ (74%), Мегафон (16%) и пр. |
| 937     | Поволжский                                                                                     | МегаФон (100%), из них Самара 11% и Саратов 11% |
| 938     | все                                                                                            | Различные операторы, из них Мегафон (53%), МТТ (40%) и пр. |
| 939     | все                                                                                            | Различные операторы, из них Ростелеком (56%), Мегафон (20%) и пр. |
| 940     | Абхазия                                                                                        | 7XX-XXXX — СП ООО «А-Мобайл»; 9XX-XXXX — ЗАО «АКВАФОН-GSM» |
| 941     | все                                                                                            | проект «ЭРА-ГЛОНАСС» (100%), в рамках которого работает система экстренного реагирования при авариях |
| 942     | все                                                                                            | проект «ЭРА-ГЛОНАСС» (100%), в рамках которого работает система экстренного реагирования при авариях |
| 943     |                                                                                                | код не назначен, резервный код |
| 944     |                                                                                                | код не назначен, резервный код |
| 945     |                                                                                                | код не назначен, резервный код |
| 946     |                                                                                                | код не назначен, резервный код |
| 947     |                                                                                                | код не назначен, резервный код |
| 948     |                                                                                                | код не назначен, резервный код |
| 949     | Донецкая Народная Республика                                                                   | различные операторы: Феникс, Миранда-медиа, +7Телеком (К-Телеком) и пр. |
| 950     | все                                                                                            | Различные операторы, из них Теле2 (78%), включая Омск 6% |
| 951     | все                                                                                            | Различные операторы, из них Теле2 (92%) |
| 952     | все                                                                                            | Различные операторы, из них Теле2 (92%), включая Томск 12% |
| 953     | все                                                                                            | Различные операторы, из них Теле2 (92%) |
| 954     | Россия                                                                                         | номера подвижной спутниковой связи России (ГлобалТел, Thuraya, Иридиум (Iridium)) и прилежащих к ней стран (СНГ) |
| 955     | Москва                                                                                         | нумерация закреплена за сетями подвижной радиосвязи в сети связи общего пользования, например, сеть радиосвязи стандарта TETRA |
| 956     | Санкт-Петербург                                                                                | нумерация закреплена за сетями подвижной радиосвязи в сети связи общего пользования, например, сеть радиосвязи стандарта TETRA |
| 957     |                                                                                                | нумерация закреплена за сетями подвижной радиосвязи в сети связи общего пользования |
| 958     | все                                                                                            | Различные виртуальные операторы, использующие бизнес-модель MVNO, из них ТТК-связь (26%), Ростелеком (17%) и пр. |
| 959     | Луганская Народная Республика                                                                  | различные операторы: МКС, Миранда-медиа, +7Телеком (К-Телеком) и пр. |
| 960     | кроме Уральского и Дальневосточного                                                            | Билайн (100%) |
| 961     | все                                                                                            | Билайн (99%), включая Астрахань 4,5% |
| 962     | все                                                                                            | Билайн (88%), включая Хабаровск 6%, а также МТТ (12%) |
| 963     | все                                                                                            | Билайн (96%), включая Москва 8%, а также МТТ (4%) |
| 964     | все                                                                                            | Билайн (100%), включая Иркутск 8,5% |
| 965     | все                                                                                            | Билайн (100%), включая Респ. Башкортостан 7% и СПб 7% |
| 966     | все                                                                                            | Различные операторы, из них Билайн (45%) включая Москву 7,5%, а также МТТ (18%), ГПБ-Мобайл (17%) и пр. |
| 967     | все                                                                                            | Различные операторы, из них Билайн (53%) включая СПб 8%, а также МТТ (21%), ГПБ-Мобайл (24%) и пр. |
| 968     | все                                                                                            | Различные операторы, из них Билайн (56%) включая Респ. Саха 8,5%, а также МТТ (41%) |
| 969     | все                                                                                            | Различные операторы, из них Билайн (33%) включая Москву 4,5%, а также «ТВЕ-Телеком» (30%), Сбер-Мобайл (21%) и пр. |
| 970     | все                                                                                            | Доступ к телематическим услугам связи (вид услуг, связанных с передачей данных и доступом к информационным системам, за исключением традиционных телефонных и телеграфных услуг, включают в себя, например, предоставление доступа в интернет, электронную почту, сервисы видеоконференций и другие онлайн-сервисы) |
| 971     | все                                                                                            | Доступ к услугам связи по передаче данных (вид услуг, которые обеспечивают передачу данных между различными точками, включая доступ в Интернет) |
| 972     |                                                                                                | код не назначен, резервный код |
| 973     |                                                                                                | код не назначен, резервный код |
| 974     |                                                                                                | код не назначен, резервный код |
| 975     |                                                                                                | код не назначен, резервный код |
| 976     |                                                                                                | код не назначен, резервный код |
| 977     | все                                                                                            | Различные виртуальные операторы, из них Сбер-Мобайл (38%), ГПБ-Мобайл (30%) и пр. |
| 978     | Республика Крым и г. Севастополь                                                               | Различные операторы: Win Mobile (К-Телеком), Волна (КТК Телеком), Миранда-медиа, Крымтелеком, Интернод и др, а также Краснодарский край: МТС (+79780, +797810-14, +797820-22, +7978255-+7978279, +79787, +79788) |
| 979     | Республика Крым и г. Севастополь                                                               | Различные операторы: Миранда-медиа (+797900, +797901, +797902, +797903, +797904), Волна (КТК Телеком, +7979100) Win Mobile (К-телеком, +7979101-+7979125) |
| 980     | все                                                                                            | Различные операторы, из них Сбер-Мобайл (60%) включая Москву 7%, а также МТС (14%), МТТ (13%) и пр. |
| 981     | все                                                                                            | Различные операторы, из них «ЭКСПРЕСС МОБАЙЛ» (36%), МТТ (36%) и пр. |
| 982     | все                                                                                            | Различные операторы, из них МТС (57%), «ЭКСПРЕСС МОБАЙЛ» (28%) и пр. |
| 983     | Сибирский                                                                                      | Различные операторы, из них МТС (84%), включая Красноярск 14%. |
| 984     | все                                                                                            | Различные операторы, из них ГПБ-Мобайл (65%), МТТ (20%) и пр. |
| 985     | Центральный (только Москва)                                                                    | Различные операторы, из них МТТ (46%), МТС (23%, дублирует прямые номера), МГТС (4%) и пр. |
| 986     | все                                                                                            | Различные операторы, из них МТС (44%), МТТ (40%) и пр. |
| 987     | Поволжский                                                                                     | МТС (100%), включая Респ. Башкортостан (13%) и Респ. Татарстан (13%) |
| 988     | Южный                                                                                          | МТС (84%), включая Краснодар 28%, а также МТТ (16%) |
| 989     | Южный, Центральный (только Москва)                                                             | МТС (72%), включая Краснодар 15% и Москву 15%, а также МТТ (26%) и пр. |
| 990     | Запорожская область, Херсонская область                                                        | Различные операторы: +7Телеком (К-Телеком), Миртелеком и пр. |
| 991     | все                                                                                            | Различные операторы, из них Ростелеком (82%) и пр. |
| 992     | все                                                                                            | Различные операторы, из них Yota (44%), МТТ (24%) и пр. |
| 993     | все                                                                                            | Различные виртуальные операторы, из них ГПБ-мобайл (36%), Т-мобайл (30%), «МСН ТЕЛЕКОМ» (21%) и пр. |
| 994     | все                                                                                            | Различные операторы, из них Сбер-Мобайл (41%), МТТ (31%), Теле2 (21%) и пр. |
| 995     | все                                                                                            | Различные виртуальные операторы, из них Т-мобайл (83%) и пр. |
| 996     | все                                                                                            | Различные виртуальные операторы, из них Yota (88%) и пр. |
| 997     | Москва, Южная Осетия                                                                           | из них 9971, 9976 — АСВТ; 99744 — МегаФон, дублирует телефонную ёмкость г. Цхинвал (+995344) |
| 998     |                                                                                                | код не назначен, резервный код |
| 999     | все                                                                                            | МегаФон (48%), включая Москву 5%, а также Yota (48%), включая СПб (4%) |

### Коды доступов к услугам электросвязи (КДУ)[2]и услугам интеллектуальных сетей связи
В региональных телефонных сетях применяются следующие коды внутренних телефонных номеров (как правило, действуют только внутри конкретной страны):
- 800 — Бесплатный вызов (FPH- Freephone), звонок оплачивается вызываемым абонентом (бесплатно для вызывающего)
- 801 — Вызов с автоматической альтернативной оплатой (AAB – Automatic alternative billing) (платно для вызывающего)
- 802 — Вызов по кредитной карте (CCC – Credit card calling) (платно для вызывающего)
- 803 — Телеголосование (VOT – Televoting) (платно для вызывающего)
- 804 — Универсальный номер доступа (UAN - Universal access number) (платно для вызывающего)
- 805 — Вызов по предоплаченной карте (PCC – Prepaid card calling) (платно для вызывающего)
- 806 — Вызов по расчетной карте (ACC – Account card calling) (платно для вызывающего)
- 807 — Виртуальная частная сеть (VPN - Virtual private network) (платно для вызывающего)
- 808 — Универсальная персональная связь(UPT – Universal personal Telecommunication) (платно для вызывающего)
- 809 — Услуга за дополнительную оплату (PRM- Premium rate) (платно для вызывающего)